# Bruntridactylus tartarus
Bruntridactylus tartarus is een rechtvleugelig insect uit de familie Tridactylidae. De wetenschappelijke naam van deze soort is voor het eerst geldig gepubliceerd in 1874 door Saussure.